# Altyn-Tagh

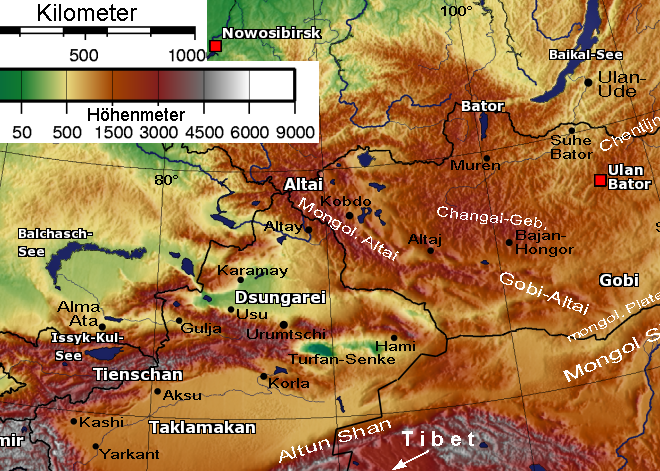
La parte orientale degli Altyn-Tagh è situata in basso al centro.

Gli Altyn-Tagh («Montagne d'Oro» in turco), noti anche come Altun Shan, sono una catena montuosa situata nel nord-ovest della Cina che separa le regioni orientali del bacino del Tarim dall'altopiano del Tibet. La parte occidentale giace entro i confini dello Xinjiang, mentre quella orientale segna il confine tra Qinghai a sud e Xinjiang e Gansu a nord. Talvolta vengono chiamati, erroneamente, anche Astyn-Tagh, ma questo nome si riferisce unicamente a una parte della catena posta a sud del Lop Nor.

## Geografia
Una serie di catene montuose corre lungo il margine settentrionale dell'altopiano del Tibet. A ovest vi sono i monti Kunlun. All'altezza della parte centrale del bacino del Tarim, dove la catena di monti inizia a dirigersi verso nord, essa prende il nome di Altyn-Tagh, mentre i Kunlun continuano a dirigersi verso est; i due rami montuosi formano una specie di «V». All'interno di questa «V» vi è un gran numero di bacini endoreici. A est gli Altyn-Tagh terminano nelle vicinanze del Passo Dangjin, lungo la strada Dunhuang-Golmud, nell'estremità occidentale del Gansu; da questo punto in poi, la catena prende il nome di monti Qilian.
Lungo il margine settentrionale della catena montuosa correva la via principale della Via della seta, che dalla Cina vera e propria si dirigeva fino al bacino del Tarim e oltre. In passato gli Altyn-Tagh e i Qilian venivano chiamati talvolta Nan Shan («Montagne del Sud»), poiché erano posti a sud della via principale. Nei pressi del margine occidentale degli Altyn-Tagh termina il Corridoio di Hexi, o Corridoio del Gansu, e la Via della Seta si divideva in due rami. Uno seguiva gli Altyn-Tagh lungo il lato meridionale del bacino del Tarim, mentre l'altro costeggiava il bacino lungo il lato settentrionale.
Nella parte sud-occidentale gli Altyn-Tagh raggiungono un'altezza di 6295 m, ma poi divengono alti in media 4000 m nella parte centrale, per poi alzarsi nuovamente fino a 5000 m in prossimità dei monti Qilian.

## Bacini endoreici intermontani
All'interno dell'area a forma di «V» situata tra gli Altyn-Tagh e i Kunlun (che in questa zona prendono il nome di Arka-Tagh) è situato un gran numero di bacini endoreici.
Nello Xinjiang sud-orientale, il principale di questi è il bacino del Kumkol.
I due laghi più grandi di questo bacino sono l'Aqqikkol (posto a 37°05′N, 88°25′E, a 4250 m di quota) e l'Ayakkum (posto a 37°30′N，89°30′E a 3876 m di quota), entrambi salati. Questi due sono tra i pochi specchi d'acqua di una certa importanza presenti in questa regione, estremamente arida; la zona circostante è protetta ufficialmente con il nome di Riserva Naturale degli Altun Shan.
Più a est, nel Qinghai nord-occidentale, è situato il più vasto bacino del Qaidam, posto tra gli Altyn-Tagh e i Kunlun ed esteso fin quasi al margine orientale dell'altopiano del Tibet; gli Altyn-Tagh separano la parte centrale del bacino dal deserto di Kumtagh.

## Vette principali
Le sei vette più alte della catena sono l'Ak Tag (6748 m), il Sulamutag Feng (6245 m), il Yusupu Aleketag Shan (6065 m), l'Altun Shan (5830 m), il Muzluktag (5766 m) e il Kogantag (4800 m).